# Warangal
Warangal är en stad i delstaten Telangana i Indien, och är huvudort för ett distrikt med samma namn. Folkmängden uppgick till cirka 700 000 invånare vid folkräkningen 2011. Storstadsområdet beräknades ha strax över 900 000 invånare 2018.